# Bray-Dunes

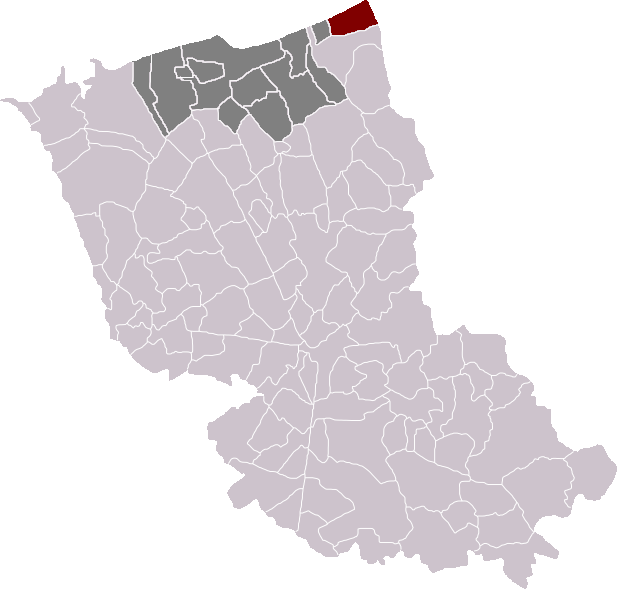
vị trí của Bray-Dunes in the arrondissement of Dunkirk

Bray-Dunes (Brayduinen trong tiếng Hà Lan) là một xã ở tỉnh Nord trong vùng Hauts-de-France, Pháp.

## Xem thêm

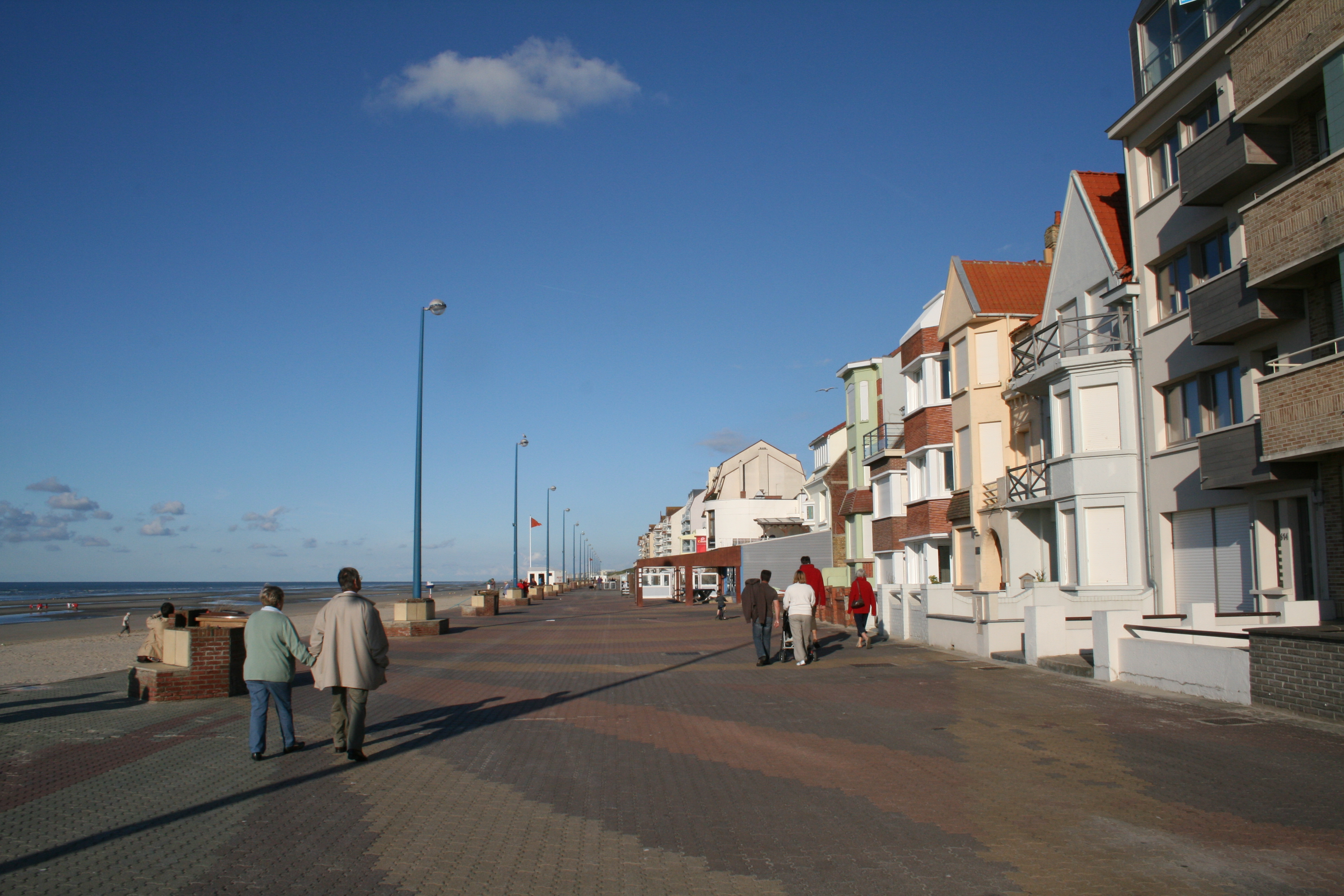

## Tham khảo

Flag of Bray-Dunes
Coat of Arms